# Вайдаг золотистий
Вайда́г золотистий (Euplectes afer) — вид горобцеподібних птахів ткачикових (Ploceidae). Мешкає в Африці на південь від Сахари.

## Опис

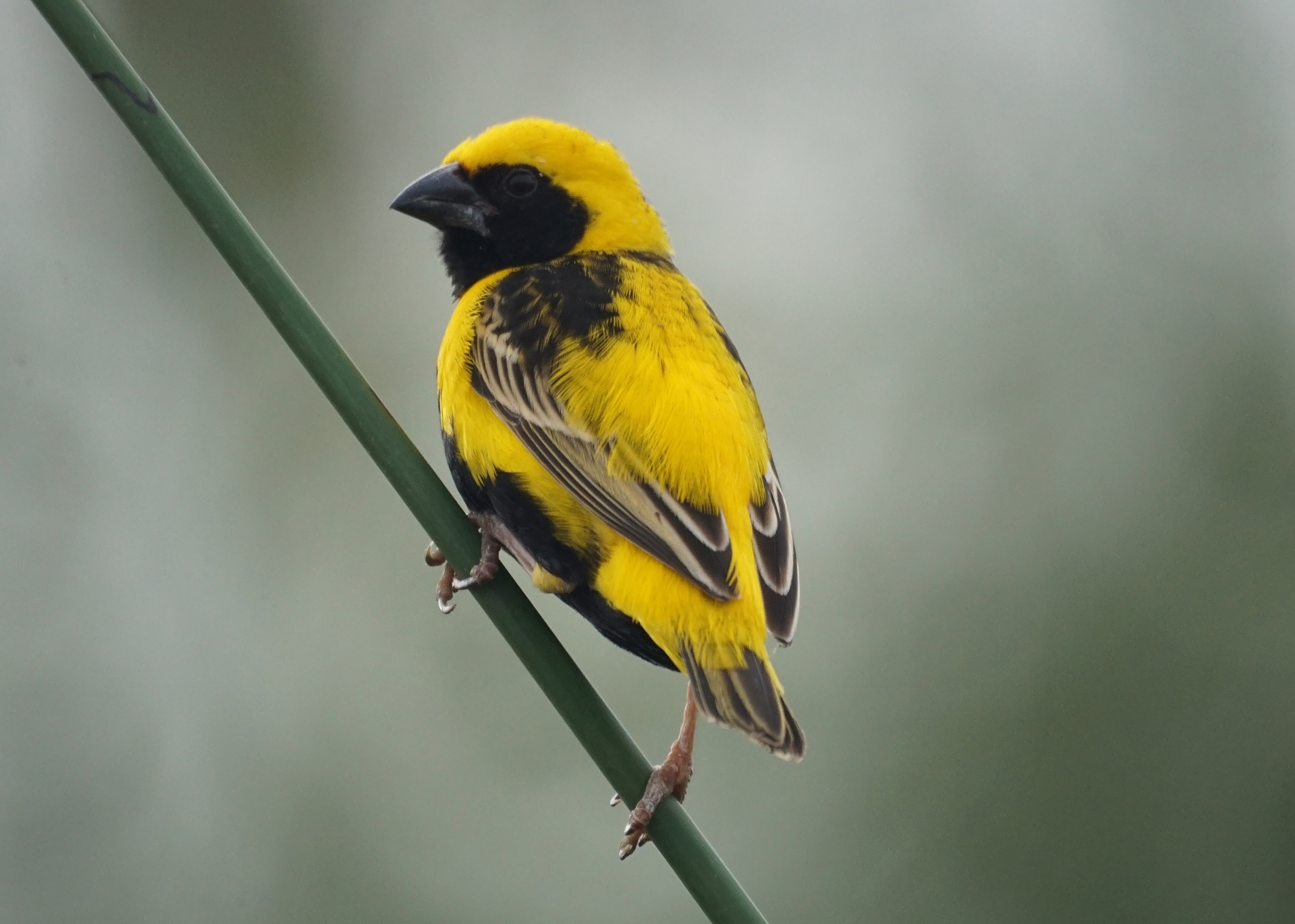
Самець золотистого вайдага

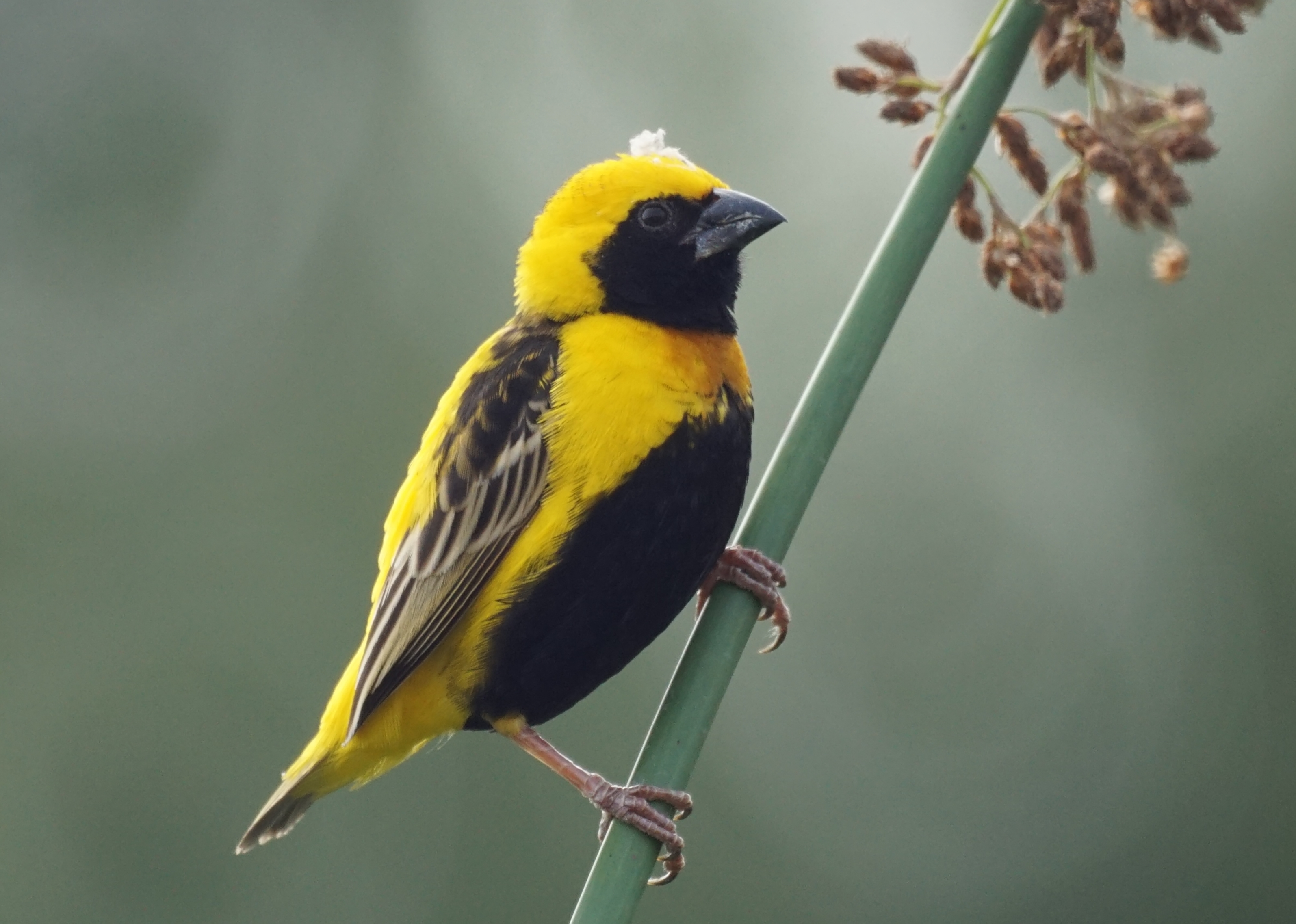
Самець золотистого вайдага

Золотитий вайдаг E. a. ladoensis (зверху) і жовтоплечий вайдаг E. m. macrocercus (знизу)

Довжина птаха становить 9,5-12 см, вага 11-20 г. У самців під час сезону розмноження верхня частина голови яскраво-золотисто-жовта, обличчя, горло, груди і живіт чорні, на задній частині шиї широкий чорний "комір". На плечах жовті плями, спина і надхвістя жовті, крила і хвіст коричневі. Очі карі, дзьоб чорний, лапи коричневі. У самиць і самців під час негніздового періоду верхня частина тіла світло-коричнева, поцяткована темними смугами. Нижня частина тіла білувата, груди і боки поцятковані тонкими темними смугами. Над очима світлі "брови", дзьоб роговий.

## Підвиди
Виділяють чотири підвиди:
- E. a. strictus Hartlaub, 1857 — центральна Ефіопія;
- E. a. afer (Gmelin, JF, 1789) — від південної Мавританії, Сенегалу і Гамбії до західного Судану, ДР Конго і північно-західної Анголи;
- E. a. ladoensis Reichenow, 1885 — від Південного Судану і південно-західної Ефіопії до північної Танзанії;
- E. a. taha Smith, A, 1836 — від південно-західної Анголи, Замбії і південно-західної Танзанії до ПАР.

## Поширення і екологія
Золотисті вайдаги широко поширені в Африці на південь від Сахари, від Мавританії і Судану до Південно-Африканської Республіки. Також вони були інтродуковані на Ямайці і Пуерто-Рико, в Японії та південній Португалії. Золотисті вайдаги на сухих і вологих луках (зокрема на заплавних), в очеретяних заростях на берегах річок і озер, на болотах і рисових полях. Живляться переважно насінням трав. 
Золотистим вайдагам притаманна полігінія, коли на одного самця припадає кілька самиць. Вони утворюють невеликі колонії. Початок сезону розмноження різниться в залежності від регіону, на північ від екватора він переважно триває з липня по жовтень, на південь від екватора з січня по липень, в ПАР з грудня по травень. Гніздо кулеподібне з бічним входом у верхній його частині, розміщується серед очерету на висоті 1 м над водою. Самець робить його з трави, а самиця встелює м'яким рослинним матеріалом. В кладці від 2 до 4 білих, поцяткованих темними плямками яєць, розміром 18×13 мм. Інкубаційний період триває 12-14 днів, насиджує лише самиця. Пташенята покидають гніздо через 13 днів після вилуплення, за ними доглядають і самиці, і самці. 